# Joseph-Auguste de Habsbourg-Lorraine
Joseph Auguste Victor Clément Marie de Habsbourg-Lorraine, archiduc d'Autriche, prince palatin de Hongrie et prince de Bohême, est né le 9 août 1872 à Alcsút, en Hongrie, et mort le 6 juillet 1962 à Rain am Lech, près de Straubing, en Allemagne de l'Ouest. Il a exercé les fonctions de feld-maréchal de l'empire austro-hongrois et, brièvement, de régent du Royaume de Hongrie (en 1918 et 1919).
Militaire de carrière, l'archiduc Joseph-Auguste est fait feld-maréchal de l'armée impériale austro-hongroise pendant la Première Guerre mondiale. Il combat alors principalement la Russie sur le front de l'Est et l'Italie sur le front sud de l'Empire. En 1918, il est nommé brièvement Homo regius du Royaume de Hongrie par l'empereur Charles Ier, qui espère profiter de sa popularité pour sauver son trône. Cependant, l'archiduc, placé à la tête de la Hongrie, reconnaît le gouvernement indépendantiste. Après l'intermède de la République des conseils de Hongrie, Joseph-Auguste est nommé régent, mais les Alliés l'obligent à abdiquer en faveur de l'amiral Miklós Horthy. Il garde cependant un certain rôle officiel et est notamment fait membre de la Chambre haute hongroise en 1927 et président de l'Académie des sciences hongroise de 1933 à 1944.

## Famille
L'archiduc Joseph-Auguste est le fils aîné et le troisième enfant de l'archiduc Joseph de Habsbourg-Lorraine (1833-1905) et de son épouse la princesse Clotilde de Saxe-Cobourg-Kohary (1846-1927). Par son père, il est donc l'arrière-petit-fils de l'empereur Léopold II et de son épouse l'infante d'Espagne Marie-Louise de Bourbon. Par sa mère, il est également l'arrière-petit-fils du roi des Français Louis-Philippe Ier et de son épouse Marie-Amélie de Bourbon-Siciles.
Le 15 novembre 1893, il épouse à Munich, en Bavière, la princesse Augusta de Bavière, fille du prince Léopold de Bavière (1846-1930) et de l'archiduchesse Gisèle d'Autriche (1856-1932), fille de l'empereur François-Joseph.
De cette union naissent trois fils et trois filles, dont seul l'aîné s'est marié,, :
- Joseph-François de Habsbourg-Lorraine (1895-1957), archiduc d'Autriche et prince palatin de Hongrie ;
- Gisèle de Habsbourg-Lorraine (1897-1901), archiduchesse d'Autriche et princesse de Hongrie ;
- Sophie de Habsbourg-Lorraine (1899-1978), archiduchesse d'Autriche et princesse de Hongrie ;
- Ladislas de Habsbourg-Lorraine (1901-1946), archiduc d'Autriche et prince de Hongrie ;
- Matthias de Habsbourg-Lorraine (1904-1905), archiduc d'Autriche et prince de Hongrie ;
- Magdalena de Habsbourg-Lorraine (1909-2000), archiduchesse d'Autriche et princesse de Hongrie, peintre et sculpteur.

## Biographie

### Carrière militaire

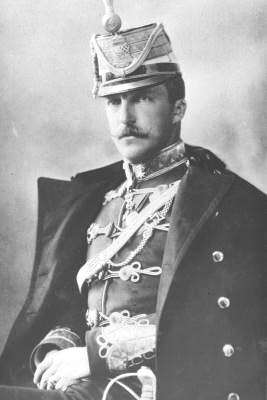
L'archiduc Joseph-Auguste en 1900.

Adolescent, l’archiduc Joseph-Auguste suit des cours au Benediktinergymnasium de Raab, en Hongrie. 
Il intègre ensuite l’armée austro-hongroise et est nommé lieutenant d’infanterie le 26 avril 1890. Un an après, le 24 mars 1891, il reçoit, de l’empereur François-Joseph Ier, l’ordre de la Toison d’or. Poursuivant sa carrière militaire, il est nommé oberleutnant le 27 mars 1893.
En 1894, l’archiduc Joseph-Auguste intègre le sixième régiment de dragons autrichiens et c’est dans ce corps qu’il est promu au grade de Rittmeister le 1er novembre 1898. Le 1er mai 1902, il devient major et est transféré au premier régiment de Hussards. Le 1er novembre 1903, il est fait lieutenant-colonel et prend le commandement de son régiment en juillet suivant. Deux ans plus tard, le 1er mai 1905, il est nommé colonel. En plus de ses fonctions dans l’armée impériale, l’archiduc étudie le droit à l’Université de Budapest.
Le 1er novembre 1908, il est promu generalmajor et assume, peu de temps après, le commandement de la 79e brigade d’infanterie. Le 1er mars 1911, il devient maréchal de camp.

### Première Guerre mondiale
Lorsque éclate la Première Guerre mondiale, en 1914, la division de l’archiduc Joseph-Auguste est d’abord engagée sur le front sud de l’Empire, puis sur le front galicien. Le 1er novembre 1914, l’archiduc est promu général de cavalerie. Peu de temps après, il est envoyé dans les Carpates où il combat jusqu’à l’entrée en guerre de l’Italie. Il est alors transféré à la frontière carinthienne avant de participer à la bataille d'Isonzo.
L’archiduc combat sur le front italien jusqu’au mois de novembre 1916. Il s’y fait remarquer pour sa bravoure et surtout pour sa capacité à animer les troupes hongroises qu’il commande. Il reçoit d’ailleurs, à cette occasion, plusieurs distinctions allemandes, autrichiennes et ottomane. Le 1er novembre 1916, l’archiduc est nommé commandant des armées austro-hongroises combattant sur le front de l'Est avec la Russie et la Roumanie. Il est alors promu au grade de Generaloberst. Avec ses troupes, il reconquiert alors la partie orientale de la Transylvanie et entreprend des pourparlers d’armistice.
En janvier 1918, l’archiduc prend le commandement de la VIe armée austro-hongroise, qui combat au Sud de l’Empire. Encore une fois, François-Auguste montre un comportement héroïque. Ainsi, en juin 1918, il met fin à la fuite de ses troupes, parvient à les réorganiser et à les ramener sur la Piave. En juillet, il est envoyé au Tyrol, où il dirige les Xe et XIe armées, puis, à la fin du mois d’octobre 1918, il est nommé sur le front balkanique.

### De la fin de la monarchie à la régence d’Horthy
Le 27 octobre 1918, le roi Charles IV nomme l’archiduc Joseph-Auguste feld-maréchal et « Homo regius » (littéralement « Homme du roi ») en Hongrie. Craignant les velléités d’indépendance des Magyars, l’empereur désire en effet profiter de la popularité de son cousin pour renforcer son trône. Cependant, quelques semaines après sa promotion, l’archiduc demande à être relevé de son serment d’allégeance.
Immédiatement après, Joseph-Auguste entreprend des négociations avec la classe politique hongroise et nomme le comte János Hadik à la tête d’un nouveau gouvernement national le 29 octobre 1918. Cependant, tous les efforts de l’archiduc pour stabiliser la Hongrie sont anéantis par l’éclatement de la révolution le 31 octobre 1918. Le 12 novembre, le roi annonce son retrait de la vie politique, n'empêchant pas la proclamation de la république le 16 novembre.

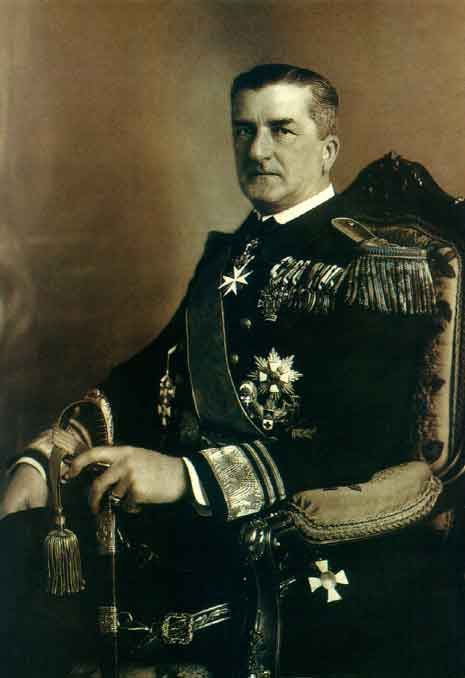
L'amiral Horthy, successeur de Joseph-Auguste à la tête de la Hongrie.

La République des Conseils de Bela Kun place l’archiduc en état d’arrestation dans son domaine d’Alcsuth. Malgré tout, Joseph-Auguste est si populaire parmi les Hongrois que les révolutionnaires n’osent pas porter la main sur lui et sa famille. Après la chute du régime, le 6 août 1919, l’archiduc reprend le titre de régent, devenant chef d'État de fait. Le prince nomme alors István Friedrich au poste de premier ministre et confirme l’amiral Miklós Horthy comme chef de l’armée hongroise.
De retour au pouvoir, l’archiduc cherche à favoriser la restauration de l’empereur Charles Ier, déposé à Vienne et à Budapest en 1918. Or, les Alliés craignent que le retour de l’empereur-roi déstabilise l’Europe centrale et font pression sur le gouvernement hongrois pour que Joseph-Auguste renonce à la régence. Dès le 23 août 1919, l’archiduc abandonne donc la régence. Le 1er mars 1920, l’amiral Horthy est élu régent du Royaume de Hongrie restauré. Malgré tout, Joseph-Auguste ne quitte pas totalement la politique et le nouveau chef de l’État le nomme à la Chambre haute lorsqu’elle est créée 1927.
Certaines rumeurs accusent d’ailleurs l’archiduc d’avoir désiré monter sur le trône de Hongrie après la mort de Charles Ier en 1922. L’engagement de l’amiral Horthy dans la vie politique magyare rendait le projet impossible mais la rumeur était suffisamment persistante pour qu’elle complique les relations du prince avec l’impératrice Zita et il a fallu attendre les années 1950 pour que la branche hongroise de la Maison de Habsbourg-Lorraine soit pleinement réintégrée à la famille impériale.

### Implication sociale et culturelle
Après son abdication, l’archiduc Joseph-Auguste s’implique activement dans le domaine scientifique et social. Il publie ses mémoires et reçoit deux doctorat ad honorem de l’université de Budapest : l’un en philosophie et l’autre en sciences et techniques. Il est par ailleurs fait membre honoraire de l’Académie des sciences hongroise, dont il devient président entre 1933 et 1944.

### Dernières années

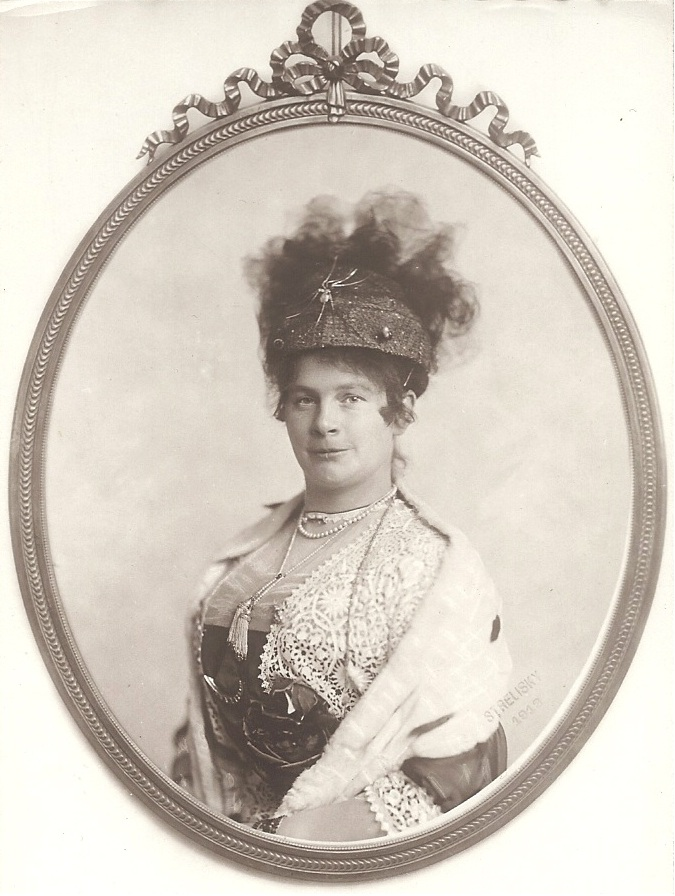
La princesse Augusta de Bavière, épouse de Joseph-Auguste.

Contrairement à plusieurs de ses cousins autrichiens arrêtés par le régime d'Adolf Hitler (comme les princes de Hohenberg) ou obligés de fuir l’Europe avec l’avancée des troupes nazies (comme Otto de Habsbourg), Joseph-Auguste n’est pas menacé par la montée du fascisme dans les années 1930 et 1940. Il profite au contraire de ses liens avec le régime de Horthy, qui lui offre sa protection, et n’est guère touché par la Seconde Guerre mondiale.
L’avancée des troupes soviétiques en Europe orientale oblige toutefois l’archiduc, son épouse et leurs enfants, à fuir la Hongrie en 1944 et à s’installer aux États-Unis. Après la guerre, il revient en Europe et s’installe auprès de sa sœur, la princesse Marguerite de Thurn und Taxis, à Ratisbonne, en Allemagne de l'Ouest. 
Après le décès de Horthy, en février 1957, l'archiduc Joseph demande la convocation des membres de l'ordre de Vitéz, qui regroupe des personnes décorées pour avoir servi la nation hongroise. Peu après, les membres exilés de l’ordre, officiellement dissout par la république hongroise, l'élisent capitaine-général.
Dernier feld-maréchal de l’armée austro-hongroise, il meurt à Rain, près de Straubing, le 6 juillet 1962. Il est alors inhumé dans le cimetière de ce petit village bavarois. Mais, en 1992, les dépouilles de l'archiduc et de son épouse, Augusta, petite-fille de l'empereur François-Joseph, décédée en 1964, sont transférées dans la nécropole des Habsbourg de Hongrie, au château royal de Buda.

## Grades et mérites

### Distinctions
- 24 mars 1893 : ordre de la Toison d'or
- 1911: médaille militaire du mérite de bronze
- 1897 : ordre de Saint-Joseph (ordre Toscan)
- 1895 : ordre de Marie (ordre allemand)
- 1895 : ordre de Saint-Alexandre (ordre bulgare)
- 1906 : ordre de l'Aigle noir (1re classe) (ordre prussien)
- 1908 : ordre royal de Victoria (ordre britannique)
- 1909: ordre de Charles III (ordre espagnol)
- 22 juin 1912 : ordre des Saints-Cyrille-et-Méthode (ordre bulgare)
- 1er novembre 1914 : Croix de fer (classe)
- 2 mars 1916 : ordre militaire du Mérite
- 1915 : Croix de fer (2e classe)
- 31 mai 1915 : ordre de l'Aigle rouge (ordre prussien)
- 17 août 1917 : ordre militaire de Marie-Thérèse
- 1917 : Ordre de la Croix rouge (ordre austro-hongrois)
- 18 mars 1918 : ordre de Saint-Étienne de Hongrie.
- 29 juillet 1915 : grand-croix de l'ordre impérial de Léopold
- 17 octobre 1916 : croix du Mérite militaire (1re classe)
- 4 juillet 1916 : grand-croix de l'ordre du Mérite militaire de Bavière avec épées
- 30 mai 1917 : ordre du Mérite prussien[5].

### Grades
- 26 avril 1890 : Leutnant (sous-lieutenant)
- 27 octobre 1893 : Oberleutnant (lieutenant)
- 1er janvier 1898 : Rittmeister 1er Klasse (capitaine de cavalerie)
- 1er mai 1902 : Major (commandant)
- 1er novembre 1903 : Oberstleutnant (lieutenant-colonel)
- 1er mai 1905 : Oberst (colonel)
- 1er novembre 1908 : Generalmajor (général de brigade)
- 1er mai 1911 : Feldmarschalleutnant (lieutenant-général)
- 1er novembre 1914 : General der Kavallerie (général de cavalerie)
- 1er novembre 1916 : Generaloberst (général d'armée)
- 24 novembre 1918 : Feldmarschall (feld-maréchal)[7]